# إحصائيات نادي أرسنال

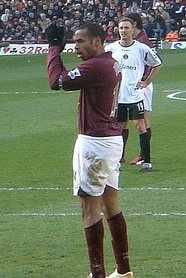
تييري هنري أصبح هدافًا لنادي أرسنال منذ أكتوبر 2005.

نادي أرسنال لكرة القدم هو نادي في الاتحاد الإنجليزي لكرة القدم ومقره في إزلينغتون، لندن. تم تشكيل النادي في ولويتش في عام 1886 باسم ديال سكوير (Dial Square) قبل إعادة تسميته باسم رويال أرسنال (أرسنال الملكي)، ثم ولويتش أرسنال في عام 1893.
في عام 1914، تم اختصار اسم النادي إلى Arsenal F.C. بعد الانتقال إلى هايبري. بعد قضاء المواسم الأربعة الأولى من المشاركة فقط في بطولات الكأس والمباريات الودية، أصبح أرسنال أول عضو جنوبي يُقبل في دوري كرة القدم في عام 1893. على الرغم من حصوله على المركز الخامس في دوري الدرجة الثانية في عام 1919، فقد تم اختيار النادي للانضمام إلى دوري الدرجة الأولى على حساب منافسيه المحليين توتنهام هوتسبر. منذ ذلك الوقت، لم يتراجعوا عن المستوى الأول من نظام الدوري الإنجليزي لكرة القدم ويحملون الرقم القياسي لأطول فترة دون انقطاع في دوري الدرجة الأولى. بقي النادي في دوري كرة القدم حتى عام 1992، عندما تم استبدال دوري الدرجة الأولى باعتباره أعلى مستوى في كرة القدم الإنجليزية بالدوري الممتاز الذي تم تشكيله حديثًا، والذي كان عضوًا أساسيًا فيه.
تشمل القائمة الجوائز والألقاب التي فاز بها أرسنال على المستوى الوطني والإقليمي والمحلي والودي؛ وهي الأرقام القياسية التي سجلها النادي ومديروه ولاعبيه. يصف قسم سجلات اللاعبين أبرز هدافي النادي وأولئك الذين حققوا أعلى عدد في المشاركات (الظهور) في مسابقات الفريق الأول. كما تُسجل الإنجازات الملحوظة من قبل لاعبي أرسنال على الساحة الدولية، وأعلى رسوم انتقال يدفعها النادي ويتلقاها. كما يتم تضمين سجلات الحضور في هايبري، استاد الإمارات -مقر النادي منذ عام 2006- ، واستاد ويمبلي، موطنهم المؤقت لمباريات دوري أبطال أوروبا UEFA بين عامي 1998 و 1999.
فاز أرسنال بـ 13 لقبًا في الدوري الممتاز، ويحمل الرقم القياسي لأكبر عدد من الانتصارات في كأس الاتحاد الإنجليزي، حيث بلغ عدد مرات الفوز 14. وصاحب الرقم القياسي في الظهور في المباريات مع النادي هو ديفيد أوليري، الذي شارك في 722 مباراة بين عامي 1975 و 1993. كما يُعتبر تييري هنري هدّاف أرسنال، حيث أحرز إجمالي 228 هدفًا.
جميع الأرقام صحيحة اعتبارًا من 26 ديسمبر 2020.

## الألقاب التشريفية والانجازات

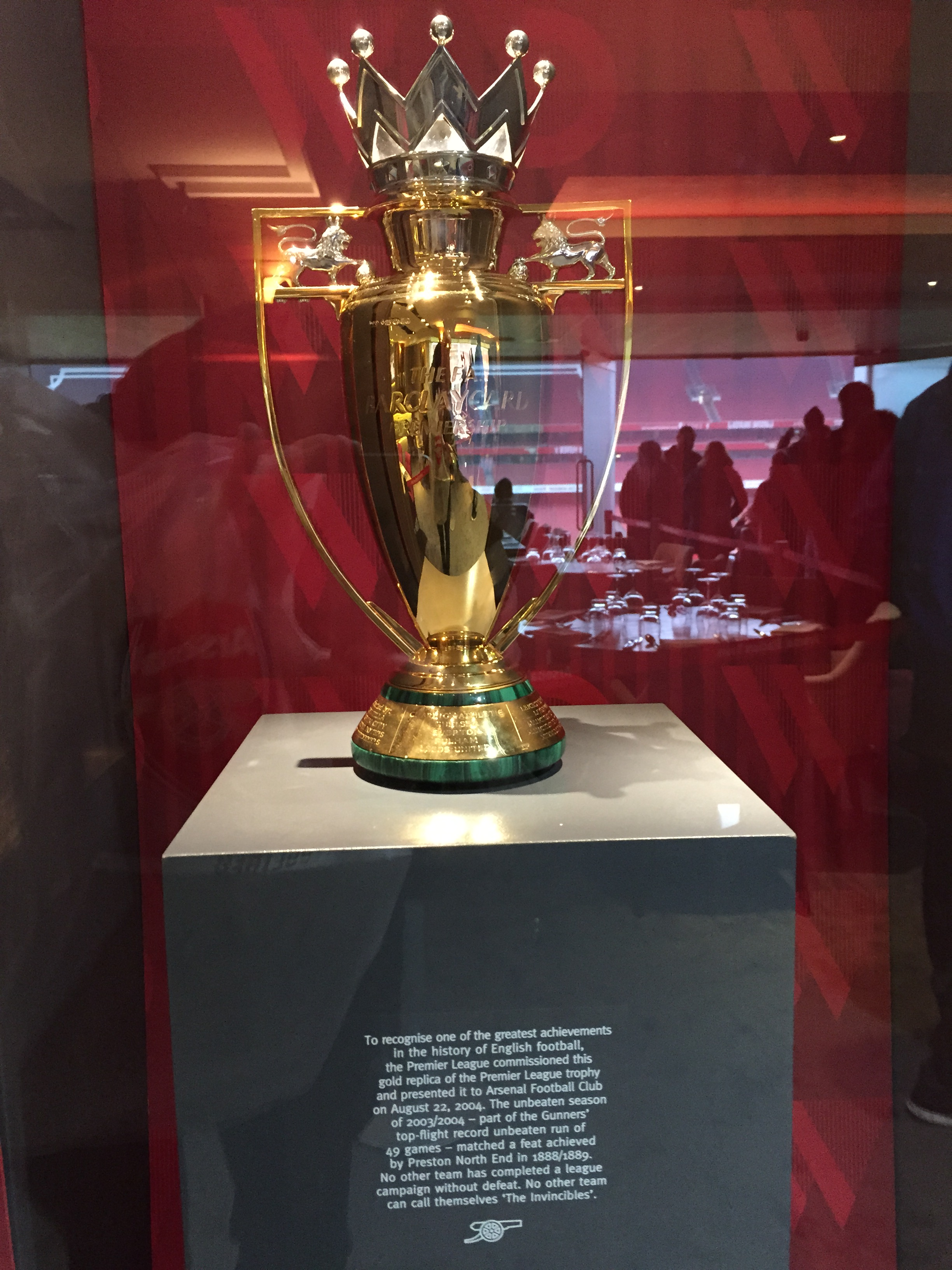
كلفت الدوري الإنجليزي الممتاز الكأس الذهبية الفريدة للاحتفال بموسم أرسنال الذي لم يهزم في موسم 2003-2004.

فاز آرسنال بأول الفضيات على الإطلاق كنادي أرسنال الملكي في عام 1890. كأس كينت جونيور التي فاز بها نادي احتياط رويال أرسنال (أكاديمية أرسنال لمن هم دون 23 سنة) كانت أول كأس في النادي، في حين جاء كأس الفريق الأول في النادي بعد ثلاثة أسابيع عندما فاز بكأس كينت سينيور. جاء شرفهم الوطني الأول في عام 1930، عندما فازوا بكأس الاتحاد الإنجليزي. تمتع النادي بمزيد من النجاح في ثلاثينيات القرن الماضي، وفاز بكأس الاتحاد الإنجليزي وخمس ألقاب في دوري الدرجة الأولى لكرة القدم. فاز آرسنال بأول لقب له في الدوري والكأس في موسم 1970-71 وكرر هذا الإنجاز مرتين، في عامي 1997–98 و 2001–02، بالإضافة إلى فوزه بكأس مرتين في كأس الاتحاد الإنجليزي وكأس رابطة الأندية في 1992–93. في عام 2003–04، سجل آرسنال موسمًا لم يسبق له مثيل في دوري الدرجة الأولى، وهو أمر تحقق مرة واحدة فقط من قبل بريستون نورث إند في 1888-1889، الذي كان عليه فقط لعب 22 مباراة. احتفالًا بالإنجاز، تم تكليف نسخة ذهبية خاصة من كأس الدوري الإنجليزي الممتاز وتم تقديمها للنادي في الموسم التالي. جاء أحدث نجاح في عام 2017، عندما أصبح النادي الأكثر نجاحًا في تاريخ كأس الاتحاد الإنجليزي مع 13 لقب.

### كأس رابطة الأندية الإنجليزية المحترفة والدوري الإنجليزي الممتاز
- دوري الدرجة الأولى (حتى 1992) والدوري الإنجليزي الممتاز:
  - اللقب (13): 1930–31، 1932–33، 1933–34، 1934–35، 1937–38، 1947–48، 1952–53، 1970–71، 1988–89، 1990–91، 1997–98، 2001–02، 2003–04.
  - الوصيف (9): 1925–26, 1931–32، 1972–73، 1998–99، 1999–2000، 2000–01، 2002–03، 2004–05، 2015–16.
- الدرجة الثانية (حتى 1992)
  - الوصيف (1): 1903–04
- كأس رابطة الأندية الإنجليزية المحترفة
  - اللقب (2): 1986–87، 1992–93
  - الوصيف (6): 1967–68، 1968–69، 1987–88، 2006–07، 2010–11، 2017–18
- دوري كأس المئوية
  - اللقب (1): 1988

### كأس الاتحاد الإنجليزي
- كأس الاتحاد الإنجليزي
  - اللقب (14): 1929–30، 1935–36، 1949–50، 1970–71، 1978–79، 1992–93، 1997–98، 2001–02، 2002–03، 2004–05، 2013–14، 2014–15، 2016–17 ، 2019–20
  - الوصيف (7): 1926–27، 1931–32، 1951–52، 1971–72، 1977–78، 1979–80، 2000–01
- درع الاتحاد الإنجليزي
  - اللقب (17): 1930، 1931، 1933، 1934، 1938، 1948، 1953، 1991 (مناصفة)، 1998، 1999، 2002، 2004، 2014، 2015، 2017 ، 2020–21 ، 2023–24
  - الوصيف (7): 1935، 1936، 1979، 1989، 1993، 2003، 2005

### أبطال أوروبا
- دوري أبطال أوروبا (كأس أوروبا قبل 1992)
  - الوصيف (1): 2005–06
- الدوري الأوروبي (كأس الاتحاد الأوروبي قبل 2009)
  - الوصيف (2): 1999–2000، 2018–19
- كأس أبطال الكؤوس الأوروبية (كأس الكؤوس الأوروبية قبل 1994)
  - اللقب (1): 1993–94
  - الوصيف (2): 1979–80، 1994–95
- كأس السوبر الأوروبي
  - الوصيف (1): 1994
- كأس المعارض الأوروبية
  - اللقب (1): 1969–70

## سجلات اللاعبين

### الظهور
- معظم مباريات الدوري: ديفيد أوليري، 558.

- معظم مباريات كأس الاتحاد الإنجليزي: ديفيد أوليري، 70.

- معظم مباريات كأس رابطة الأندية: ديفيد أوليري، 70.

- معظم الظهور في المباريات الأوروبية: تيري هنري، 86

- أصغر لاعب في الفريق الأول: سيسك فابريغاس، -16 عامًا، 177 يومًا- (ضد روثرهام يونايتد، الجولة الثالثة لكأس رابطة الأندية، 28 أكتوبر 2003)

- أقدم لاعب في الفريق الأول: جوك راذرفورد، -41 عامًا 159 يومًا- (ضد مانشستر سيتي، الدرجة الأولى، 20 مارس 1926)

- معظم الظهور في المباريات المتتالية: توم باركر، 172 (من 3 أبريل 1926 إلى 26 ديسمبر 1929)

- معظم فترات التعاقد مع النادي: هيو ماكدونالد، 3 (1905-06 ؛ 1908-1910 و 1912-1913)

### الأكثر ظهورًا
المباريات التنافسية فقط، وتشمل الظهور كبديل. تشير الأرقام بين قوسين إلى الأهداف المسجلة.
| #  | الاسم                        | السنة     | الدوريأ   | كأس الاتحاد الإنجليزي | كأس الدوري | أوروبا  | أخرىب | الإجمالي  |
| -- | ---------------------------- | --------- | --------- | --------------------- | ---------- | ------- | ----- | --------- |
| 1  | ديفيد أوليري                 | 1975–1993 | 558 (11)  | 70 (1)                | 70 (2)     | 21 (0)  | 3 (0) | 722 (14)  |
| 2  | توني آدمز                    | 1983–2002 | 504 (32)  | 54 (8)                | 59 (5)     | 48 (3)  | 4 (0) | 669 (48)  |
| 3  | جورج أرمسترونغ               | 1961–1977 | 500 (53)  | 60 (10)               | 35 (3)     | 26 (2)  | 0 (0) | 621 (68)  |
| 4  | لي ديكسون                    | 1988–2002 | 458 (25)  | 54 (1)                | 45 (0)     | 57 (2)  | 5 (0) | 619 (28)  |
| 5  | نايجل وينتربيرن [الإنجليزية] | 1987–2000 | 440 (8)   | 47 (0)                | 49 (3)     | 43 (1)  | 5 (0) | 584 (12)  |
| 6  | ديفيد سيمان                  | 1990–2003 | 405 (0)   | 48 (0)                | 38 (0)     | 69 (0)  | 4 (0) | 564 (0)   |
| 7  | بات رايس                     | 1964–1980 | 397 (12)  | 67 (1)                | 36 (0)     | 27 (0)  | 1 (0) | 528 (13)  |
| 8  | بيتر ستوري                   | 1965–1977 | 391 (9)   | 51 (4)                | 37 (2)     | 22 (2)  | 0 (0) | 501 (17)  |
| 9  | جون رادفورد                  | 1964–1976 | 379 (111) | 44 (15)               | 34 (12)    | 24 (11) | 0 (0) | 481 (149) |
| 10 | بيتر سيمبسون                 | 1964–1978 | 370 (10)  | 53 (1)                | 33 (3)     | 21 (1)  | 0 (0) | 477 (15)  |

أ. تتضمن دوري كرة القدم الإنجليزي والدوري الإنجليزي الممتاز.
ب. تتضمن الأهداف والظهور (بما في ذلك كبديل) في درع الاتحاد الإنجليزي.

### الهدافون
- معظم الأهداف في موسم واحد: تيد دريك، 44 هدفًا (في موسم 1934-1935)

- معظم أهداف الدوري في موسم واحد: تيد دريك، 42 هدفا في دوري الدرجة الأولى، 1934-1935

- معظم الأهداف في موسم الدوري 38 لعبة: تيري هنري، 30 هدفا (في الدوري الممتاز، 2003-2004)، وروبن فان بيرسي، 30 هدفًا (في الدوري الممتاز، 2011-12)

- معظم الأهداف في المباراة: تيد دريك، 7 أهداف (ضد أستون فيلا، دوري الدرجة الأولى، 14 ديسمبر 1935)

- أصغر هداف: سيسك فابريغاس، 16 عامًا، 212 يومًا (ضد ولفرهامبتون واندررز، الجولة الرابعة لكأس رابطة الأندية، 2 ديسمبر 2003)

- أصغر هداف هاتريك: جون رادفورد، 17 عامًا، 315 يومًا (ضد ولفرهامبتون واندررز، الدرجة الأولى، 2 يناير 1965)

- أقدم هداف: جوك راذرفورد، 39 عامًا، 352 يومًا (ضد شيفيلد يونايتد، دوري الدرجة الأولى، 20 سبتمبر 1924)

### اللاعبون الأكثر تسديدًا للأهداف
تييري هنري هو أفضل هداف في تاريخ نادي أرسنال. تخطى إيان رايت الرقم القياسي لثماني سنوات بعد تسجيله هدفين في مباراة أوروبية ضد سبارتا براغ في أكتوبر 2005. كان هنري هو أفضل هداف لآرسنال لسبعة مواسم متتالية، من 1999-2000 إلى 2005-2006.
المباريات التنافسية فقط. تشير الأرقام بين القوسين إلى الظهور والمشركات التي تم إجراؤها.
| #  | الاسم           | السنوات        | الدوريأ   | كأس الاتحاد الإنجليزي | كأس رابطة الأندية الإنجليزية المحترفة | أوروبا  | أخرىب | الإجمالي  |
| -- | --------------- | -------------- | --------- | --------------------- | ------------------------------------- | ------- | ----- | --------- |
| 1  | تييري هنري      | 1999–2007 2012 | 175 (258) | 08 (26)               | 02 0(3)                               | 42 (86) | 1 (4) | 228 (377) |
| 2  | إيان رايت       | 1991–1998      | 128 (221) | 12 (16)               | 29 (29)                               | 15 (21) | 1 (1) | 185 (288) |
| 3  | كليف باستن      | 1929–1947      | 150 (350) | 26 (42)               | 00 0(0)                               | 00 0(0) | 2 (4) | 178 (396) |
| 4  | جون رادفورد     | 1964–1976      | 111 (379) | 15 (44)               | 12 (34)                               | 11 (24) | 0 (0) | 149 (481) |
| 5  | جيمي برين       | 1923–1931      | 125 (204) | 14 (27)               | 00 0(0)                               | 00 0(0) | 0 (1) | 139 (232) |
| 5  | تيد دريك        | 1934–1945      | 124 (168) | 12 (14)               | 00 0(0)                               | 00 0(0) | 3 (2) | 139 (184) |
| 7  | دوغ ليشمان      | 1948–1956      | 125 (226) | 10 (17)               | 00 0(0)                               | 00 0(0) | 2 (1) | 137 (244) |
| 8  | روبين فان بيرسي | 2004–2012      | 096 (193) | 10 (17)               | 06 (12)                               | 20 (53) | 0 (2) | 132 (278) |
| 9  | جو هولم         | 1926–1938      | 107 (333) | 17 (39)               | 00 0(0)                               | 00 0(0) | 1 (2) | 125 (374) |
| 10 | ديفيد جاك       | 1928–1934      | 113 (181) | 10 (25)               | 00 0(0)                               | 00 0(0) | 1 (2) | 124 (208) |

أ. تتضمن دوري كرة القدم الإنجليزي والدوري الإنجليزي الممتاز.
ب. تتضمن الأهداف والظهور (بما في ذلك تلك كبديل) في درع الاتحاد الإنجليزي.

### دوليًا

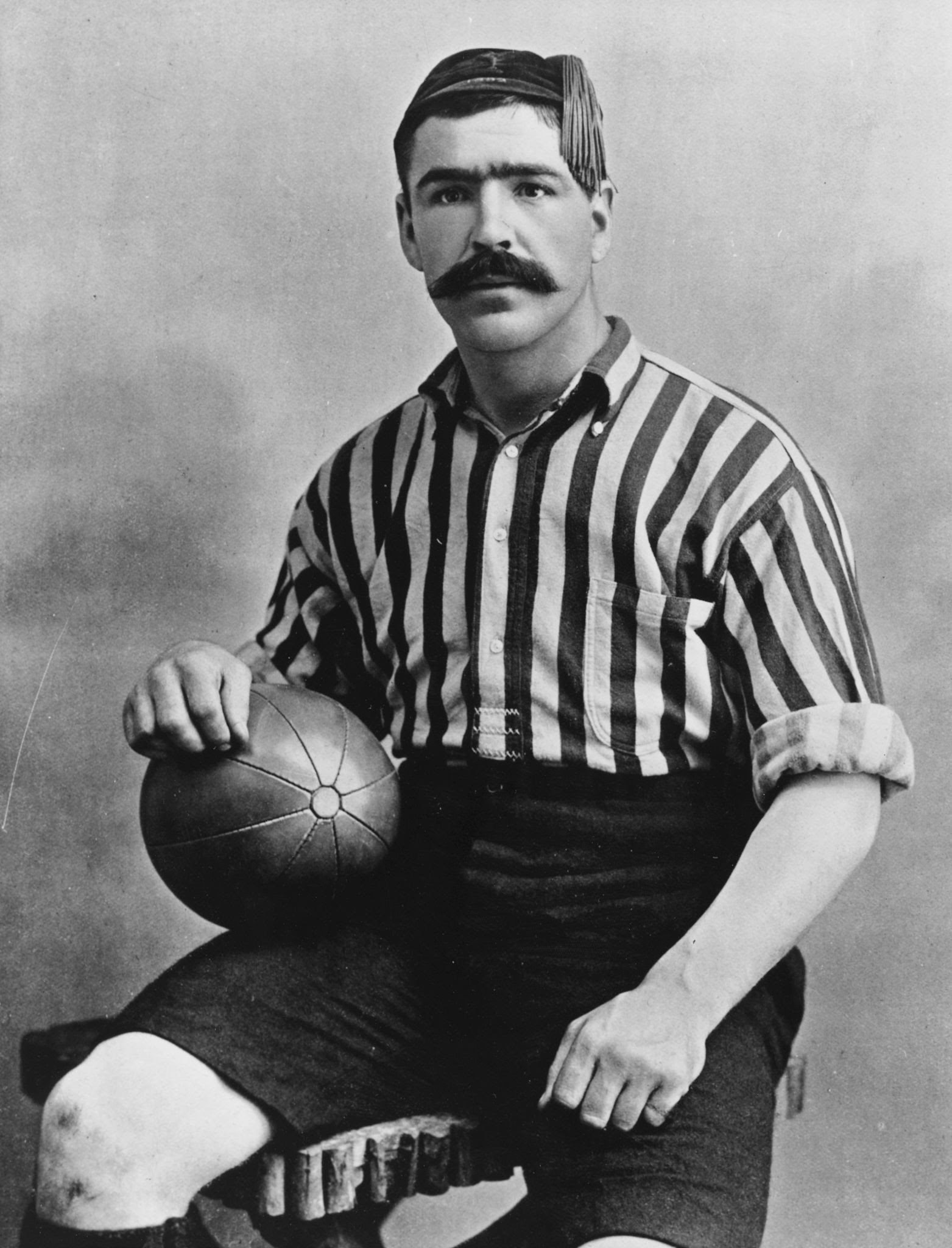
كان سزار جنكينز أول لاعب في أرسنال يحصل على مشاركة دولية.

- أول لاعب توج: سزار جنكينز، لصالح ويلز ضد اسكتلندا في 21 مارس 1896
- أول لاعب متوج لإنجلترا: جيمي آشكروفت، ضد إيرلندا في 17 فبراير 1906
- اللاعب الأكثر تتويجًا: تييري هنري مع 81 مباراة دولية
- اللاعب الأكثر تتويجًا بإنجلترا: كيني سانسوم مع 77 مباراة دولية
- أول لاعبين يلعبون في نهائيات كأس العالم: ديف بوين وجاك كيلسي، لويلز ضد المجر في 8 يونيو 1958
- أول لاعبين يلعبون في كأس العالم مع إنجلترا: جراهام ريكس وكيني سانسوم ضد فرنسا في 16 يونيو 1982
- معظم اللاعبين من نادٍ واحد في إنجلترا يبدأ التشكيلة: 7، ضد إيطاليا - ما يسمى بـ «معركة هايبري» في 14 نوفمبر 1934
- أول لاعب يلعب في نهائي كأس العالم: إيمانويل بيتي لفرنسا ضد البرازيل في 12 يوليو 1998
- أول لاعبين يفوزون بميدالية فائزين بكأس العالم: إيمانويل بيتيت وباتريك فييرا (كأس العالم 1998 لكرة القدم)
- أول لاعبين يلعبون في نهائي بطولة أوروبية: تييري هنري وباتريك فييرا لفرنسا ضد إيطاليا في 2 يوليو 2000
- أول لاعبين فازوا بميدالية فائزين بالبطولة الأوروبية: تييري هنري، إيمانويل بيتيت وباتريك فييرا (UEFA Euro 2000)
- أول لاعب يفوز بميدالية الفائزين بكأس أمريكا: أليكسيس سانشيز (2015 كوبا أمريكا)

### الانتقالات
من أجل الاتساق، يتم الحصول على الرسوم الواردة في جداول نقل السجلات أدناه من التقارير المعاصرة الصادرة من London Evening Standard عن كل عملية نقل. عندما يذكر التقرير رسمًا أوليًا يحتمل أن يرتفع إلى رقم أعلى اعتمادًا على البنود التعاقدية التي يتم استيفائها في المستقبل، يتم سرد الرسم الأولي فقط في الجداول.

#### رسوم انتقالات قياسية دفعت

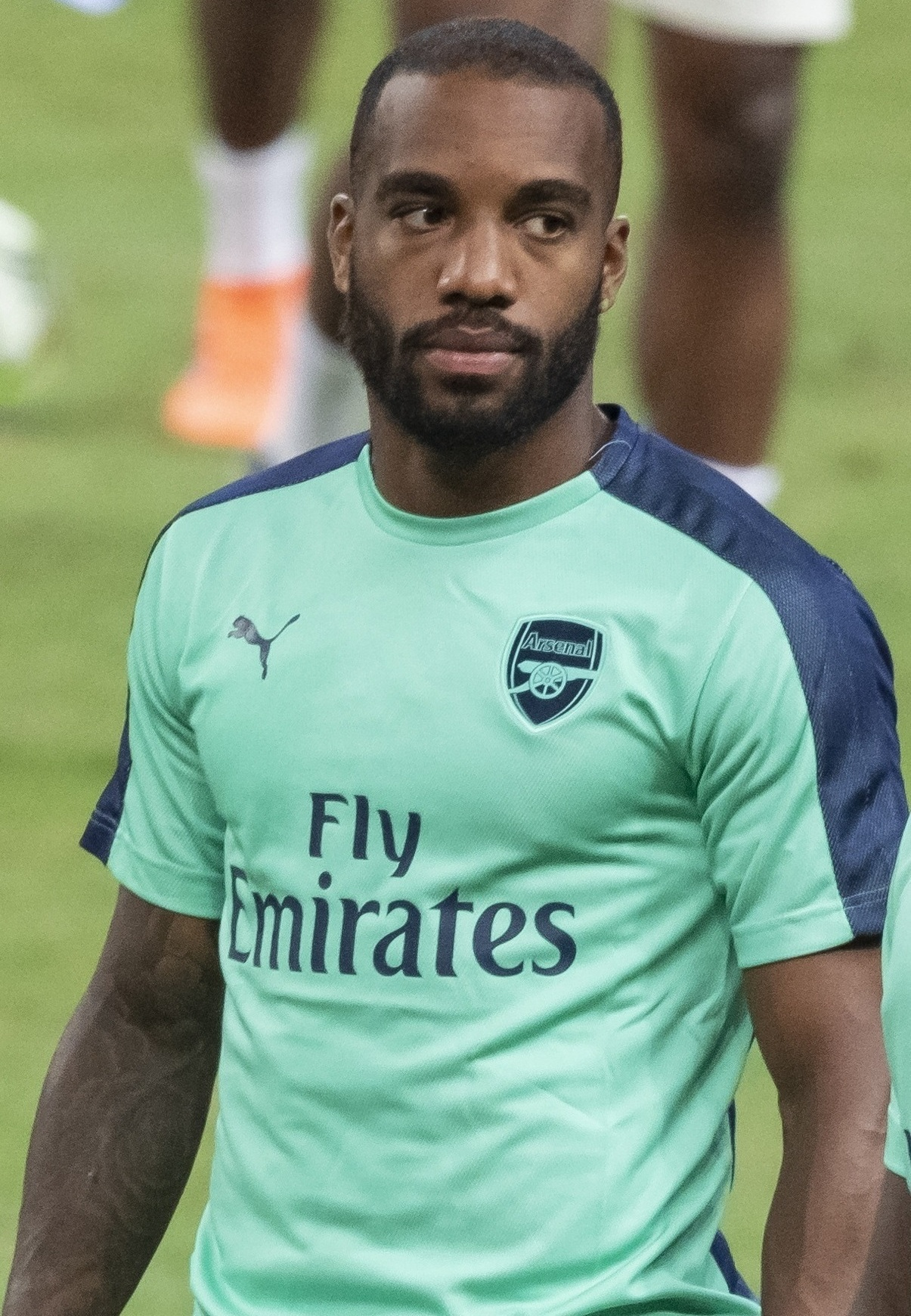
ألكساندر لاكازيت، توقيع النادي السابق.

| # | التكلفة | المدفوع له           | المدفوع لأجله          | التاريخ       | الملاحظات                   | المصادر |
| - | ------- | -------------------- | ---------------------- | ------------- | --------------------------- | ------- |
| 1 | £55m    | بوروسيا دورتموند     | بيير إيميريك أوباميانغ | 31 يناير 2018 | A further £5m in add-ons.   | [ 7 ]   |
| 2 | £45m    | أولمبيك ليون         | ألكسندر لاكازيت        | 5 يوليو 2017  | A further £7m in add-ons.   | [ 8 ]   |
| 3 | £38.2m  | ريال مدريد           | مسعود اوزيل            | 2 سبتمبر 2013 | A further £4.3m in add-ons. | [ 9 ]   |
| 4 | £35m    | نادي فالنسيا         | شكودران مصطفى          | 30 أغسطس 2016 |                             | [ 10 ]  |
| 5 | £33.8m  | بوروسيا مونشنغلادباخ | غرانيت تشاكا           | 25 مايو 2016  |                             | [ 11 ]  |

## السجلات الإدارية
- أول مدرب بدوام كامل: توماس ميشيل، أدار أرسنال من مارس 1897 إلى 1898.[12]
- لمدير الأطول خدمة: أرسين فينجر - 21 عامًا و 224 يومًا (1 أكتوبر 1996 إلى 13 مايو 2018).[13]
- أقصر فترة عمل كمدير: بات رايس - أسبوعين و 3 أيام (13 سبتمبر 1996 إلى 30 سبتمبر 1996).[14][15]
- أعلى نسبة ربح: بات رايس (مؤقت) 75.00٪[16]
- أقل نسبة فوز: ستيف بيرتينشو 27.27٪.[17]